# Kiki Bertens
Kiki Bertens (phát âm tiếng Hà Lan: [ˈkiki ˈbɛrtəns]; sinh ngày 10 tháng 12 năm 1991) là một cựu vận động viên quần vợt người Hà Lan đã lên chuyên nghiệp vào năm 2009. Thứ hạng đánh đơn WTA cao nhất của cô là vị trí số 4 thế giới khi cô đạt được vào ngày 13 tháng 5 năm 2019, trở thành tay vọt nữ người Hà Lan có thứ hạng cao nhất từ trước đến nay. Thứ hạng đánh đôi cao nhất của cô là vị trí số 16 trên thế giới đạt được vào ngày 16 tháng 4 năm 2018. Đến nay, cô đã giành được 10 danh hiệu đơn và 10 danh hiệu đôi tại cấp độ WTA Tour trong đó có Cincinnati Open 2018 và Madrid Open 2019. Bertens được cho là sở trường mặt sân đất nện, nhưng cũng thành công trên mặt sân cứng. Cô được huấn luyện bởi Raemon Sluiter.

## Thống kê sự nghiệp
| VĐ | CK | BK | TK | V# | RR | Q# | A |  | Z# | PO | G | F-S | SF-B | NMS | NH |

### Đơn Grand Slam
| Giải đấu     | 2009 | 2010 | 2011 | 2012 | 2013 | 2014 | 2015 | 2016 | 2017 | 2018 | SR     | T-B   |
| ------------ | ---- | ---- | ---- | ---- | ---- | ---- | ---- | ---- | ---- | ---- | ------ | ----- |
| Úc Mở rộng   | A    | A    | A    | VL2  | V1   | V1   | V2   | V1   | V1   | V3   | 0 / 6  | 3–6   |
| Pháp Mở rộng | A    | A    | VL1  | V1   | V1   | V4   | V1   | BK   | V2   | V3   | 0 / 7  | 11–7  |
| Wimbledon    | A    | A    | A    | V2   | V1   | VL1  | V1   | V3   | V1   | TK   | 0 / 6  | 7–6   |
| Mỹ Mở rộng   | A    | A    | VL1  | V2   | V1   | V1   | V2   | V1   | V1   | V3   | 0 / 7  | 4–7   |
| Thắng-Bại    | 0–0  | 0–0  | 0–0  | 2–3  | 0–4  | 3–3  | 2–4  | 7–4  | 1–4  | 10–4 | 0 / 26 | 25–26 |

### Đôi Grand Slam
| Giải đấu     | 2012 | 2013 | 2014 | 2015 | 2016 | 2017 | 2018 | SR     | T-B   |
| ------------ | ---- | ---- | ---- | ---- | ---- | ---- | ---- | ------ | ----- |
| Úc Mở rộng   | A    | V1   | V1   | TK   | V1   | V2   | V1   | 0 / 6  | 4–6   |
| Pháp Mở rộng | V1   | V1   | A    | V1   | TK   | V3   | V3   | 0 / 6  | 7–6   |
| Wimbledon    | A    | A    | A    | V1   | V2   | V1   | V3   | 0 / 4  | 3–4   |
| Mỹ Mở rộng   | V1   | V2   | V1   | V3   | V2   | V3   | V2   | 0 / 7  | 7–7   |
| Thắng-Bại    | 0–2  | 1–3  | 0–2  | 5–4  | 5–4  | 5–4  | 5–4  | 0 / 23 | 21–23 |